# パット・ルッソー
パット・ルッソー Pat Russo（ニュージャージー州モリスタウン出身、1941年10月5日 - ）は、米PLAYBOY誌・1965年11月号のプレイメイトとなったアメリカ合衆国のモデル。彼女の中央見開き折込ページ（センターフォールド）は、ポンペオ・ポザール (Pompeo Posar) によって撮影された。
パットは兄弟・姉妹と共にコネチカット州で育った。彼女が成長した後、両親はテキサス州に移り住んだ。
彼女はマイアミのプレイボーイクラブのバニーガールだった。彼女は後にフロリダ州でセラピストになり、現在フロリダ州の民主党と積極的に関わっている。